# Americanos unidos por la vida
Americanos unidos por la vida (AUL) (en ingles Americans United for Life (AUL))  es un bufete de abogados de interés público y grupo de defensa provida estadounidense con sede en Washington, DC, fundado en 1971 que se opone al aborto, la eutanasia, el suicidio asistido, investigación con células madre, y los anticonceptivos.

## Historia temprana y misión
Americanos unidos por la vida (AUL) fue fundada en Washington, DC en 1971, dos años antes de la legalización del aborto en todo el país después de la Corte Suprema de Estados Unidos en el poder en el caso Roe v. Wade. El primer presidente de la junta de la organización fue el ministro Unitario y luego el Profesor Hollis de Divinidad en la Escuela de Divinidad de Harvard, George Huntston Williams. Inicialmente, el grupo estuvo involucrado en el debate intelectual sobre el aborto, pero en 1975 los fundadores lo reorganizaron en una organización legal. Una de las primeras áreas de enfoque del grupo fue en la construcción de un caso para persuadir a la Corte Suprema de Estados Unidos de revocar su fallo de 1973. En 1987, el grupo describió su plan para anular Roe v. Wade en un libro titulado El aborto y la Constitución: revertir a Roe contra Wade a través de los tribunales. Americanos unidos por la vida (AUL)  se inspiró en los esfuerzos de la Asociación Nacional para el Avance de las Personas de Color en su estrategia para impactar la legislación. La organización es una registrada 501 (c) (3)sin fines de lucro, organización educativa y bufete de abogados de interés público, con un interés específico en la legislación próvida. Las áreas de interés legal de AUL incluyen aborto, infanticidio, eutanasia, investigación con células madre y clonación humana.
Durante la primera mitad de la década de 1970, Eugene Diamond de AUL argumentó que el aborto era peligroso para la salud de las mujeres. Charles Rice, profesor de la Facultad de Derecho de Fordham, que participó activamente en la AUL, argumentó que la "fiebre anticonceptiva" había infectado a la sociedad estadounidense. Al principio, la organización no se oponía a todas las formas de aborto. Algunos dentro de la organización también respaldaron el derecho legal a los anticonceptivos. Cuando la organización no decidió condenar todas las formas de aborto, varios miembros se fueron y formaron la Coalición de Estados Unidos por la Vida (USCL).

## Liderazgo
Americanos unidos por la vida (AUL) está dirigida por la presidenta y directora ejecutiva, Catherine Glenn Foster.
La organización ha liderado campañas y ha participado en acciones judiciales para evitar la aprobación e implementación de legislación que permita el aborto o puede aumentar la prevalencia del aborto, incluida la defensa exitosa de la Enmienda Hyde en la Corte Suprema de los Estados Unidos.
El grupo ha influido en la difusión de la legislación Heartbeat en varios estados estadounidenses.

## Cabildeo y litigios
Americanos unidos por la vida (AUL) ha apoyado proyectos de ley para reducir la prevalencia del aborto en los Estados Unidos, incluyendo la Ley de Apoyo a la Mujer embarazada por Estados Unidos Representante Lincoln Davis, que se introdujo en 2006. En 1980, AUL jugó un papel clave en el Harris v. McRae de la Corte Suprema de los Estados Unidos, que confirmó la Enmienda Hyde que restringe la financiación federal de Medicaidabortos solo para casos de peligro de muerte (y, desde 1994, violación o incesto) y determinó que los estados que participan en Medicaid no estaban obligados a financiar abortos médicamente necesarios para los cuales el reembolso federal no estaba disponible como resultado de la Enmienda Hyde. El profesor Victor Rosenblum, miembro de la junta de AUL, argumentó el caso ante la Corte Suprema de los Estados Unidos y el Fondo de Defensa Legal de AUL representó al Representante principal patrocinador de la enmienda, el Representante Henry Hyde y otros.
El grupo también ha participado en acciones legislativas y judiciales para prevenir abortos tardíos. Entre 1997 y 2000, AUL trabajó con los procuradores generales del estado de los EE.UU. En la legislación sobre aborto congénito parcial. El grupo apoyó la aprobación de legislación en Virginia, prohibiendo un procedimiento de aborto tardío. En 2006, la organización apoyó la legislación propuesta en 21 estados, cuyo objetivo era exigir que los médicos que realizan abortos tardíos informen a sus pacientes que el feto podría sentir dolor durante el procedimiento. El vicepresidente de AUL, Daniel McConchie, declaró que el objetivo de las propuestas era "humanizar a los no nacidos". En 2007, la organización estuvo involucrada en un caso de la Corte Suprema de los Estados Unidos en el que ayudó a mantener la prohibición federal de 2003 sobre los abortos por nacimiento parcial.

## Legislación modelo
Americanos unidos por la vida (AUL)  escribe legislación modelo todos los años y la pone a disposición en la web para legisladores estatales y otras personas involucradas en el proceso de políticas. La legislación modelo también se incluye en la guía anual de la organización, Defending Life, que se proporciona a los legisladores estatales. La organización desarrolló una legislación modelo para las leyes estatales que requieren que se informe a los padres o al médico antes de que se interrumpa el embarazo de una menor. Además, la organización desarrolló un lenguaje para las leyes estatales que requieren que los médicos aconsejen a los pacientes sobre los riesgos para la salud derivados del aborto. AUL también ha redactado una legislación modelo para que los estados prohíban el suicidio asistido, la clonación humana y tipos específicos de investigación con células madre,y una disposición de exclusión voluntaria para los estados que se oponen al "mandato de aborto" en la Ley de Protección del Paciente y Atención Asequible de 2009.
En 2008, AUL produjo la Ley de Protección de la Mujer Embarazada, una pieza de legislación modelo destinada a otorgar mayores derechos a las mujeres embarazadas para defenderse de ataques físicos, especialmente en lo que respecta a la violencia doméstica. En 2011, Mother Jones, una revista políticamente liberal, publicó un informe sobre el Proyecto de Ley Legislativa 232 de Nebraska, un proyecto de ley basado en la Ley de Protección de las Mujeres Embarazadas, que criticaba tanto la redacción del proyecto de ley como la campaña de AUL para introducir la legislación. El informe afirmaba que la redacción del proyecto de ley aboga firmemente por la "fuerza justificable", incluido el homicidio, contra cualquier persona que realice o busque realizar servicios de aborto legal. Mother Jones también criticaba proyectos de ley similares, también basados en parte en la legislación modelo AUL para la Ley de Protección de la Mujer Embarazada, que se introdujeron en Dakota del Sur e Iowa.

## Otras iniciativas

### Oposición a RU-486, Ella y pruebas de género
Americanos unidos por la vida (AUL)  ha argumentado en contra del uso de ciertos medicamentos, incluidos los anticonceptivos que pueden usarse para inducir el aborto, y también las pruebas de detección de género durante el embarazo temprano. En 1995, el grupo presentó una petición ante la Administración de Drogas y Alimentos de los Estados Unidos (FDA), que exigía que la agencia aplicara los estándares más estrictos posibles al revisar un medicamento utilizado para inducir abortos, RU-486. Más tarde, en 2009 y 2010, la organización se opuso a la aprobación de la FDA del medicamento anticonceptivo Acetato de Ulipristal (también conocido bajo el nombre de ella). Argumentó que la píldora provocó abortos y realizó una campaña para que la FDA no aprobara el uso del medicamento en los Estados Unidos. El grupo también ha expresado su oposición a un kit de detección de género de embarazo temprano llamado Baby Gender Mentor. Afirmó que aprender el género en un punto tan temprano puede llevar a algunos padres a interrumpir el embarazo si esperaban un bebé del sexo opuesto al indicado en la prueba. AUL afirma que a algunas mujeres decepcionadas por el resultado de su prueba les resultaría más fácil abortar si obtienen los resultados antes de tiempo.

### Obamacare
Americanos unidos por la vida (AUL)   se opone al mandato anticonceptivo en Obamacare. Durante el debate de 2009 sobre las propuestas de atención médica del presidente Barack Obama, el presidente de la organización en ese momento, Charmaine Yoest, se reunió con representantes de la administración Obama para discutir la "protección de la conciencia" y la ausencia de "lenguaje explícito que prohíbe el financiamiento y la cobertura del aborto" en el proyecto de ley. Más tarde, AUL se opuso a la Ley de Protección al Paciente y Cuidado de Salud Asequible y su grupo de acción legislativa afiliado lanzó una campaña dirigida en distritos del Congreso de miembros de la Cámara que apoyaron el proyecto de ley. En los dos artículos de opinión para el Wall Street Journal, Yoest argumentó que el proyecto de ley de atención médica permitiría la financiación federal de los abortos y no protege los derechos de los proveedores de atención médica a no proporcionar servicios de aborto.

### Nombramientos de la Corte Suprema
La organización ha expresado su oposición a los nombramientos de la Corte Suprema de los Estados Unidos para jueces que apoyan los derechos de aborto, incluidos Ruth Bader Ginsburg y Stephen Breyer. En 2009, la organización expresó su oposición a la nominación de la jueza Sonia Sotomayor, argumentando que ella tenía un historial de activismo pro-aborto. AUL brindó testimonio ante el Comité Judicial del Senado en las audiencias del Congreso para decidir si la jueza Sonia Sotomayor debería ser confirmada, así como para la entonces Procuradora General Elena Kagan.

### Campañas en línea
Americanos unidos por la vida (AUL)  ha producido campañas en línea para involucrar a los estadounidenses en el movimiento próvida. En 2008, la organización creó un sitio web y una petición en línea como parte de una campaña contra la Ley de Libertad de Elección (FOCA). Hasta septiembre de 2011, la petición había sido firmada por más de 700,000 personas. que organizó para miembros de la comunidad próvida que no pudieron viajar a Washington D,C en el 37 aniversario del Roe v. Wade. Decisión de la Corte Suprema de los Estados Unidos. La marcha virtual tenía como objetivo proporcionar a las personas una forma de participar en las protestas contra el aborto sin viajar a Washington D.C. donde se realizaba la "Marcha por la vida" anual. La organización también creó una página de Facebook llamada "Anuncio del Super Bowl de Support Tebow", para aumentar el apoyo al comercial de televisión provida del Super Bowl de Tim Tebow.

### Acciones contra Planned Parenthood
En 2011, la organización 501 (c) (4) de AUL, AUL Action, formó una sociedad con otras organizaciones, Expose Planned Parenthood, para hacer campaña para que el Congreso de los Estados Unidos ponga fin a la financiación federal de Planned Parenthood. En un artículo en The Washington Times, la abogada de la organización, Anna Franzonello, argumentó que la financiación federal de Planned Parenthood significa efectivamente que los contribuyentes estadounidenses están financiando los procedimientos de aborto. También expresó críticas por el papel asesor de Planned Parenthood para el gobierno, particularmente con respecto a la reforma de la atención médica. La organización publicó un informe sobre Planned Parenthood en julio de 2011, basado en un estudio de 20 años de sus registros y otras pruebas, incluidos los informes policiales. Con base en los hallazgos del informe, AUL solicitó una investigación del Congreso sobre las actividades de Planned Parenthood.

## Financiación
En 2010, AUL recibió $ 45,000 del Centro para la Protección de los Derechos del Paciente (CPPR). AUL Action recibió $ 599,000. de CPPR en 2010, que fue el 39% de su presupuesto..